# José María Anzorena
José María Anzorena y Foncerrada (1770-Guadalupe, Zacatecas, 13 de abril de 1811) fue un insurgente mexicano. Anzorena pertenecía a una familia influyente de Valladolid de Michoacán, donde residía en 1810. Se hizo cargo de la intendencia de Michoacán a la llegada de Miguel Hidalgo a esa ciudad, luego de que Alonso Gutiérrez de Terán huyera al aproximarse los insurgentes. 
A los dos días de la salida del Ejército Insurgente, ya se publicaban por orden de Anzorena las proclamas de Hidalgo con ayuda de Foncerrada. No obstante, sus funciones fueron primordiales luego de la batalla de Aculco, pues al regreso de Hidalgo a Valladolid, se contaba con muy pocos soldados, atendiendo a la formación de un nuevo ejército, a la propagación de las ideas revolucionarias, a la obtención de recursos extraordinarios y a la ejecución de españoles que se le ordenaban, lo que no detuvo hasta que su pariente el padre Caballero le reclamó su conducta. Su participación o no en la matanza de españoles fue objeto de una polémica entre su hijo José Ignacio y Mucio Valdovinos desatada a propósito de la publicación de la Historia de México de Lucas Alamán, quien le imputó la matanza. 
Cuando Hidalgo salió para Guadalajara, quedó a cargo de la Intendencia nuevamente, pero al saber que el general realista José de la Cruz se aproximaba, salió de Valladolid el 26 de noviembre con todos los empleados insurgentes con dirección a aquella ciudad. Siguió a los insurgentes en su huida hasta que se quedó en Saltillo, Coahuila, para luego unirse a las filas del Ejército de Ignacio López Rayón, al que acompañó en su retirada en el desierto. Murió en la enfermería del convento de Guadalupe, Zacatecas el 13 de abril de 1811 a causa de la sed e insolación que había sufrido. Su cuerpo fue sepultado en el cementerio del Colegio de Misioneros.